# 964e Vestingsbrigade
De 964e Vestingsbrigade (Duits: Festungs-Brigade 964) was een Duitse brigadestaf van de Wehrmacht tijdens de Tweede Wereldoorlog.

## Oprichting en krijgsgeschiedenis
De brigade werd opgericht op 4 juli 1944 in Florina in Noord-Griekenland door omdopen van de daar al aanwezige staf Festungs-Infanterie-Regiment 964.
De brigade werd meteen na oprichting verplaatst naar Albanië, in het gebied rond Korçë. Daar bleef de brigade tot de Duitse terugtrekking uit Griekenland. Daarop volgde een terugtocht richting en door Macedonië, via Bitola en Prilep naar Veles, waarna met de rest van Heeresgruppe E teruggetrokken werd naar het noorden, via Kosovo, door Bosnië naar Sarajevo. Daar verbleef de brigade van januari 1945 tot de Duitse terugtrekking uit de stad eind maart 1945. De brigade trok daarop mee terug naar het noorden. Op 18 april bevond de brigade zich net ten zuiden van Derventa.

## Bovenliggende bevelslagen
| Legerkorps            | Leger          | Legergroep     | Plaats/regio                 | Begin               | Eind                |
| --------------------- | -------------- | -------------- | ---------------------------- | ------------------- | ------------------- |
| 22e Bergkorps         | Heeresgruppe E | Heeresgruppe F | Albanië - Macedonië - Kosovo | 4 juli 1944         | begin november 1944 |
| 21e Bergkorps         | Heeresgruppe E | Heeresgruppe F | Kosovo - Oost-Bosnië         | begin november 1944 | 26 november 1944    |
| 91e Legerkorps z.b.V. | Heeresgruppe E | Heeresgruppe F | Oost-Bosnië – Sarajevo       | december 1944       | januari 1945        |
| 21e Bergkorps         | Heeresgruppe E | Heeresgruppe F | Sarajevo                     | januari 1945        | februari 1945       |
| 34e Legerkorps z.b.V. | Heeresgruppe E | OB Südost      |                              | maart 1945          |                     |
| 21e Bergkorps         | Heeresgruppe E | OB Südost      | Kroatië                      | april 1945          |                     |

## Commandanten
| Rang           | Naam     | Begin | Eind |
| -------------- | -------- | ----- | ---- |
| Oberstleutnant | Jaritzky | 1945  |      |

Vestingsbrigade Almers · Vestingsbrigade Belfort · Vestingsbrigade Korfoe · Vestingsbrigade Kreta · 1e Vestingsbrigade Kreta · 2e Vestingsbrigade Kreta · Vestingsbrigade Lofoten · Vestingsbrigade Sebastopol · 135e Vestingsbrigade · 939e Vestingsbrigade · 963e Vestingsbrigade · 964e Vestingsbrigade · 966e Vestingsbrigade · 967e Vestingsbrigade · 968e Vestingsbrigade · 969e Vestingsbrigade · 1017e Vestingsbrigade